# Ми-1
Многоцелевият хеликоптер Ми-1 е първият хеликоптер, създаден от съветското конструкторско бюро „Мил“. По класификацията на НАТО машината е обозначена като Hare.
Вертолетът се произвежда от края на 1950 г. и е експортиран в Албания, Алжир, Афганистан, България, Германия, Египет, Ирак, Китай, Корея, Куба, Монголия, Полша, Румъния, Сирия, СССР, Финландия, Унгария и Чехословакия.

## История
Работата по създаването на първия съветски хеликоптер започва в края на 1947 г. под ръководството на талантливия руски конструктор Михаил Л. Мил, който предлага най-сполучлив проект на лек многоцелеви хеликоптер с военно и гражданско предназначение.
Първоначално в Централния аеро- и хидроинженерен институт (ЦАГИ) е проектиран и построен хеликоптерен модел за аеродинамично изследване на носещите винтове в мащаб 1:1. На така изградената система е изпробван и първият експериментален модел, който получава обозначението ГМ-1. Впоследствие в авиационните заводи в Киев са произведени три опитни образци. Първият от тях лети за първи път 28 септември 1948 г. Държавните изпитания започват на 10 септември 1949 г., а на 21 февруари 1950 г. прототипът е одобрен за серийно производство под името МИ-1.
Серийното производство започва в края на 1950 г. в Московския хеликоптерен завод. Впоследствие през 1952 г. серийното производство е прехвърлено в Казан, а през 1954 г. започва паралелно производство и в Оренбург и Ростов на Дон. От 1957 г. МИ-1 се произвежда в Полша по лиценз. В периода 1950 – 1960 г. са построени 2500 машини, от които 300 в Полша.
По своите летателни характеристики МИ-1 се приближава до американския модел S-51 и английски Bristol 171. За високите летателни характеристики на МИ-1 свидетелстват установените в периода 1958 – 1968 г. 27 международни рекорда. Хеликоптерът е разпространен в много страни по света. Близо около 100 машини остават в експлоатация до 2000 г.

## Тактико-технически характеристики
Хеликоптерът Ми-1 е изпълнен по едновинтова носеща схема с рулеви винт, снабден с бутален двигател и триопорно шаси.
Фюзелажът е изграден от алуминиеви сплави и има размери: дължина – 12,05 м., ширина – 1,29 м и височина до главата на носещия винт – 3,28 м. В кабината седалката на пилота е разположена отпред, а зад нея има 2 места за пътници. В учебно-тренировъчния вариант отзад е разположена седалката за инструктора. На всеки от страничните бордове има по една врата, отваряща се шарнирно назад.
Шасито е триопорно и неприбиращо се по време на полет. Предното му колело е единично самоориентиращо се. Разстоянието между предните и задните опори е 3,2 м, при база на главните опори с носещите колела 3,29 м. На края на опашната конзола е разположена предпазна опора, която предпазва рулевия винт от удар в земята.
Носещият винт е тривитлов с диаметър 14,32 м, с шарнирно закрепване на витлата към главата при наличието на монтирани фрикционни демпфери. Витлата са със смесена конструкция и са изградени от стоманени тръбни лонжерони с дървен пълнеж и обшивка от импрегнирано платно. Имат трапецовидна форма и променлива дебелина по дължината на профила. Последните модификации са с изцяло метални витла с правоъгълна форма и с пресовани лонжерони от алуминиеви сплави. Рулевият винт е тривитлов с диаметър 2,5 м и трапецовидни дървени витла.
Двигателят е бутален тип „АИ-26В“, седемцилиндров, звездообразен с мощност 575 к.с. (423 kW). Монтиран е хоризонтално и е снабден с ъглови редуктори и вентилатори за принудително охлаждане.
Трансмисията се състои от главен редуктор с муфа за сцепление, междинен редуктор и редуктор на рулевия винт, валове и спирачен механизъм на носещия винт. Скоростта на въртене на вала на носещия винт е 232 об/мин, а на рулевия – 2050 об/мин.
Горивната система включва резервоар с вместимост 240 л, възможност за монтаж на допълнителен резервоар с вместимост 160 л.
Системата за управление е механична, с твърдо подаване на механизмите за колективната стъпка на витлата и пневматична за циклично управление. Управлението на стабилизаторите става с обща ръчка стъпка-газ, която също е с твърдо подаване на механизмите. В системата са включени разтоварващи пружинни механизми.
Летателното оборудването осигурява пилотиране по всяко време на деня и нощта, а също и при сложни метеорологични условия. Витлата на носещия и рулевия винт и предното стъкло на хеликоптера са снабдени с противообледеняваща система.

## Модификации
- Ми-1 – базова машина, екипажът се състои от един пилот.
- Ми-1 НХ – транспортно-пътническа модификация, за превоз на пасажери и поща.
- Ми-1П – модификация за обслужване на риболовните флотилии, снабдена с плаващо шаси.
- Санитарна – със странично монтирани гондоли на фюзелажа за превоз на болни и пострадали и медицинска апаратура. Производството започва през 1954 г.
- Селско стопанска – с монтиран апаратура за борба с вредители (2х250 л. резервоара и система за разпръскване).
- Ми-1У – учебно-тренировъчна модификация, с дублирано управление и седалка за инструктора.
- SM-1 – произвеждан в Полша по лиценз Ми-1.